# 查泰萊夫人的情人
《查泰萊夫人的情人》（英語：Lady Chatterley's Lover）是英國作家D·H·勞倫斯於1928年發表的小說，也是他最後一部長篇小說。
這部小說於1928年在佛羅倫斯獨立印刷，直到1960年才在英國印刷發行。勞倫斯曾考慮將這本書改名為「Tenderness」，並曾將原本的手稿大幅修改潤飾過。這本書曾發行過三種不同的版本。
這個故事中露骨的性愛描寫和在當時屬禁忌的猥褻用詞引來許多評論家的非議。同時這些非議或許也是因為此書描寫的主角是勞動階級男性與資產階級女性間的關係的緣故。
這個故事的靈感據稱源自勞倫斯自己不快樂的家庭生活，故事發生的地點德比郡（Derbyshire）也是勞倫斯曾住過一段時間的地方。

## 情節
康斯坦絲（Constance）的丈夫——准男爵克利福德·查泰萊（Clifford Chatterley）因在一戰中負傷而終生下身癱瘓。戰後，缺乏性歡樂的空虛壓抑的生活使她憂愁憤懣。而作爲貴族的克利福德的冷漠和高傲更使他與出身中產階級的康斯坦絲的心漸漸疏遠。康斯坦絲邂逅了一名獵場看守人奧立佛·梅勒斯（Oliver Mellors），並為其性情、品格所吸引，對他產生愛慕之情。二人情投意合，決心克服重重困難作爲伴侶共同開啓新的生活。

## 社会影响

### 英國猥褻罪審判
1960年，當這本書將於英國出版時，出版商企鵝圖書面臨的是1959年新更改的《淫褻刊物法令》（Obscene Publications Act）的出版品審查判決，成為出版界的大新聞，也是對於新頒布的淫褻刊物法令的測試。在新法令中企鵝圖書可以藉由證明書籍的文學價值來避免書籍被查禁。經常被作為反對方理由的還包括書中常出現的「fuck」、「fucked」、「fucking」等粗話。
最後在1960年11月2日審判結果出爐，判決企鵝圖書無罪。這使得英國出版品的自由程度大為提升。 

### 澳大利亞
在澳大利亞，不只是書籍本身是禁書，連描寫這本書在英國的審判過程的The Trial of Lady Chatterley一書也被查禁。這本書的拷貝版本被走私進入澳洲，並廣泛的發行。由於走私版本發行程度的廣泛，最終導致澳洲放鬆審查制度。 

## 衍生創作
- 1981年法國电影Lady Chatterley's Lover，賈斯特·杰克金執導。[1]
- 1993年英國電視劇Lady Chatterley，肯·羅素執導，朱莉·理查德森和肖恩·賓主演。[2]
- 2006年法國電影Lady Chatterley，帕斯卡爾·費蘭執導。[3]
- 2022年netflix電影Lady Chatterley's Lover，Laure de Clermont-Tonnerre執導，David Magee編劇，Emma Corrin、Jack O'Connel、Matthew Duckett主演。

## 標準的版本
- Lady Chatterley's Lover (1928), Michael Squires校訂，劍橋大學出版，1993年，ISBN 978-0-521-22266-2
- The First and Second Lady Chatterley Novels, Dieter Mehl和Christa Jansohn校訂，劍橋大學出版，1999年，ISBN 978-0-521-47116-9. 這兩本書，The First Lady Chatterley 和 John Thomas and Lady Jane 是勞倫斯的原始手稿

## 趣聞
1937年（昭和12年），日本海軍的重巡洋艦「足柄」參加了祝賀佐治六世加冕成為英王而舉辦的佐治六世加冕記念觀艦式。這時「足柄」上乘載了一名負責海軍省新聞的新聞記者。該名記者在倫敦停留期間從英國購入了《查泰萊夫人的情人》的原著後﹐藉著軍艦不需要接受海關檢查而成功將該書走私回日本﹐並且帶到海軍省的記者俱樂部。山本五十六海軍次官（當時）從記者的口中聽到這件事後就說出「實在太感謝你啦！（勿体ない話じゃないか!）」就笑了起來。

## 人物
Lady Chatterley (Connie): 小说的主要人物。Connie是一个知识分子和社会进步者，在与Clifford Chatterley结婚后，她与冷漠且无激情的丈夫渐行渐远。她爱上了看守员Oliver Mellors，并与他建立了性关系。她作为一个感性存在成熟起来，并最终离开了丈夫。
Oliver Mellors: Clifford Chatterley庄园的看守员。Mellors冷漠、聪明、情感上高贵，他逃离了一段不幸福的婚姻，过着宁静的生活。他与Connie的关系使他重新找回了对生活的热情。在小说结尾，他计划与Connie结婚。
Clifford Chatterley: Connie的富有但下半身瘫痪且失去性功能的丈夫。Clifford是一个成功的作家和商人，但他在情感上冷漠，专注于物质成功。他依赖于他的护士Mrs. Bolton，并且瞧不起下层阶级。
Mrs. Bolton (Ivy Bolton): Clifford的护士。她是一个中年、复杂且聪明的女性。她的丈夫在Clifford家族的矿山中去世。Mrs. Bolton对Clifford既有崇拜也有厌恶，并与他有着复杂的关系。
Michaelis: 一位成功的爱尔兰剧作家。他与Connie有过短暂的关系，并向她求婚，但Connie认为他像所有其他知识分子一样，成为成功的奴隶，缺乏激情。
Hilda Reid: Connie的姐姐，比她大两岁。Hilda与Connie分享相同的知识背景，但她对Connie与Mellors的关系持有轻蔑态度。然而，最终她支持Connie离开Clifford。
Sir Malcolm Reid: Connie和Hilda的父亲。他是著名的画家，一个感性主义者。对Clifford的弱点和无能感到厌恶，并迅速接受Mellors。
Tommy Dukes: Clifford的朋友，英国军队的准将。他谈论感性的重要性，但自己却远离性，只从事思想上的讨论。
Charles May, Hammond, Berry: Clifford的年轻知识分子朋友。他们访问Wragby，参与关于爱情和性的话题，但讨论最终是毫无意义的。
Duncan Forbes: Connie和Hilda的艺术家朋友。他创作抽象画曾经爱过Connie，Connie起初声称自己怀了他的孩子。
Bertha Coutts: Mellors的妻子。尽管她在小说中没有出现，但她的存在感依然很强。由于性不合，她与Mellors分开了。她散布关于Mellors的谣言，导致他被解雇。
Squire Winter: Clifford的一个贵族亲戚。他坚定地相信贵族的旧特权。
Daniele 和 Giovanni: Hilda和Connie的威尼斯贡多拉船夫。Giovanni希望女性们付钱和他一起，但他感到失望。Daniele让Connie想起Mellors，因为他被视为“真正的男人”。

## 註腳
1. ↑  .   [2012-03-11]. （原始内容存档于2021-01-25）.
2. ↑  .   [2006-10-23]. （原始内容存档于2021-03-13）.
3. ↑  .   [2012-03-11]. （原始内容存档于2021-03-14）.
4. 1 2  「海軍の昭和史」124頁
5. ↑  . hyakka.seesaa.net.   [2022-08-09]. （原始内容存档于2022-08-09）.

## 外部連結
- 查泰萊夫人的情人 線上全文 （页面存档备份，存于）
- Project Gutenberg of Australia text of 查泰萊夫人的情人 （页面存档备份，存于）
- Project Gutenberg of Australia titles （页面存档备份，存于） including, 2003年，nine of D. H. Lawrence's works

注意：澳洲版權法僅保護文學作品在作家死後50年內的版權。不過，在許多國家（包括美國在內）此書仍屬版權保護範圍。如果在你身處的國家此書仍處於版權保護範圍，下載此書將構成版權的侵犯。